# Wygoda Mikołajewska
Wygoda Mikołajewska [pronunciación en polaco: /vɨˈɡɔda mikɔwaˈjɛfska/] es un pueblo ubicado en el distrito administrativo (gmina) de Lutomiersk, dentro del distrito de Pabianice, voivodato de Łódź, Polonia. Según el censo de 2011, tiene una población de 84 habitantes.
Está ubicado aproximadamente a 3 kilómetros al sur de Lutomiersk, a 16 kilómetros al noroeste de Pabianice, y a 19 kilómetros al oeste de la capital regional Łódź.